# Mareile Kitzel-Grimm
Mareile Kitzel-Grimm (* 10. Februar 1922 in Zittau als Mareile Grimm; † 22. März 2002 in Karlsruhe) war eine deutsche Bildhauerin und Keramikerin.

## Leben und Werk
Mareile Kitzel-Grimm studierte ab 1946 in Halle/Saale (heute Burg Giebichenstein Kunsthochschule Halle) bei Heinrich Stockmann, Charles Crodel (Malerei und Grafik), Waldemar Grzimek (Bildhauerei), Gustav Weidanz (Bildhauerei) und Erika Gravenstein (Keramik). 1958 zog sie nach Karlsruhe, gründete ihr eigenes Atelier und war auch als Kunsterzieherin tätig. Mareile Kitzel-Grimm schuf zahlreiche figurative Plastiken und Porträtbüsten. Sie war mit dem Maler und Grafiker Herbert Kitzel (1928–1978) verheiratet und betreute nach dessen Tod seinen Nachlass.

## Postume Ausstellung
- 2021: Halle/Saale, Kunstverein Talstraße („Grenzerfahrungen. Hommage zum 100. Hermann Bachmann, Mareile Kitzel, Gerhard Lichtenfeld, Werner Rataiczyk, Willi Sitte, Hannes H. Wagner“)